# 지시채권
지시채권은 특정인 또는 그가 지시한 자에게 변제해야 하는 증권적 채권이다. 기명주식, 어음, 수표와 같은 금전증권 그리고 선하증권, 창고증권, 화물상환증 등 물품증권은 원칙상 지시채권이다. 어음법이나 수표법에서처럼 채권양도의 성립조건은 증권의 배서교부이다.